# Interimsabkommen über das Westjordanland und den Gazastreifen
Das Interimsabkommen über das Westjordanland und den Gazastreifen, bekannt als Oslo II oder Abkommen von Taba, ein komplexes Schlüsselabkommen über die Zukunft des Gazastreifens und des Westjordanlandes, wurde von Israel und der PLO zuerst am 24. September 1995 in Taba auf der Sinaihalbinsel in Ägypten unterzeichnet. Ein zweites Mal dann am 28. September in Washington, in Gegenwart von US-Präsident Bill Clinton; anwesend bei dieser öffentlichkeitswirksamen Zeremonie waren neben dem israelischen Ministerpräsidenten Jitzchak Rabin und dem Vorsitzenden der PLO, Jassir Arafat, Vertreter aus Russland, Ägypten, Jordanien, Norwegen und der Europäischen Union.
Mit dem Oslo-II-Abkommen wurde das Westjordanland in A-, B- und C-Gebiete aufgeteilt. Die A-Gebiete, bestehend aus den größeren Städten, wurden unter Kontrolle der Palästinensischen Autonomiebehörde gestellt. Die B-Gebiete setzen sich vor allem aus ländlichen Gemeinden und Dörfern zusammen; über sie haben die Palästinenser die administrative und Israel die Sicherheitskontrolle. Das C-Gebiet steht sowohl zivilrechtlich als auch in Sicherheitsbelangen unter israelischer Kontrolle und umfasst vor allem dünn besiedelte Landstriche, palästinensische Dörfer und israelische Siedlungen.
Das Abkommen war Teil eines umfassenden Friedensprozesses auf der Grundlage des Gaza-Jericho-Abkommen (englisch Declaration of Principles, abgekürzt DOP, auch als Oslo-Abkommen oder Oslo I bekannt), das offiziell am 13. September 1993 von Israel und der PLO durch Rabin und Arafat in Washington unterzeichnet worden war.
Oslo II wurde Basis und Referenzquelle für nachfolgende Verhandlungen und Abkommen wie das Hebron-Protokoll (1997), das Wye-Abkommen (1998) und die  Roadmap von 2002.
Es wurde von Mahmud Abbas jedoch wiederholt aufgekündigt (so 2015 und 2018) und gilt als gescheitert.

## Das Abkommen
Die Präambel hebt den Hintergrund des Abkommens in früheren diplomatischen Bemühungen wie der Resolution 242 des UN-Sicherheitsrates (1967), der Resolution 338 des UN-Sicherheitsrates (1973), der Konferenz von Madrid (1991) und anderen vorangegangenen Abkommen hervor.
Das Abkommen umfasst fünf Kapitel mit 31 Artikeln, sieben Anhangstexten und neun beigefügten Karten; sein wichtigster Punkt:
- die Einrichtung einer palästinensischen Übergangs-Autonomieregierung, d. h. eines gewählten Rates (s. u.) –

und ersetzt ausdrücklich drei frühere Abkommen aus den Jahren 1994 und 1995:
- das Gaza-Jericho-Abkommen (4. Mai 1994)
- das Übereinkommen über den vorbereitenden Transfer von Amtsgewalt und Verantwortung (29. August 1994)
- das Protokoll über den weiteren Transfer von Amtsgewalt und Verantwortung (Kairo 27. August 1995)

### Kapitel 1: Der Palästinensische Rat
Siehe dazu die Artikel I–IX: Behandelt werden die Rolle und Kompetenzen eines regierenden Palästinensischen Rates und Komitees, das sich mit zivilen Angelegenheiten befasst, sowie die Übergabe der Amtsgewalt von Israel an den Palästinensischen Rat. Geregelt werden zudem die Abhaltung von Wahlen, die Struktur des Palästinensischen Rates, der 82 Abgeordnete umfassen sollte. Behandelt werden außerdem die Exekutive des Rates, der öffentlich tagen sollte, sowie verschiedene weitere Komitees.

### Kapitel 2: Rückzug und Sicherheitsvereinbarungen
Siehe die Artikel X–XVI: Das Kapitel regelt die Phasen des Rückzugs der Tzahal, die Rolle der israelischen Sicherheitskräfte und der israelischen Polizei sowie die Perspektive der Gebiete des Westjordanlands und des Gazastreifens: die Aufteilung der Gebiete in Gebiet A, Gebiet B und Gebiet C, Regelung von Sicherheitsfragen und Fragen der öffentlichen Ordnung, die Verhinderung feindseliger Akte, Vertrauensbildende Maßnahmen und die Rolle der palästinensischen Polizei:
„die palästinensische Polizei, die unter dem Gaza-Jericho-Abkommen eingerichtet wurde, wird vollständig in die palästinensische Polizei integriert und ist Gegenstand der Vorschriften dieses Abkommens. Außer der palästinensischen Polizei und israelischer Militäreinheiten sollen keine anderen bewaffneten Einheiten eingerichtet werden, oder im Westjordanland und im Gazastreifen operieren“.

### Kapitel 3: Juristische Angelegenheiten
Siehe die Artikel XVII–XXI: Dort werden die Kompetenzen und die Jurisdiktion des Palästinensischen Rates definiert sowie seine legislativen Kompetenzen und die Lösung von Konflikten. Außerdem, dass „Israel und der Rat ihre Kompetenzen und Verantwortung … unter Berücksichtigung der international akzeptierten Normen und Prinzipien von Menschenrechten und Rechtsstaatlichkeit“ ausüben sollten. Ferner die verschiedenen Rechte, Verbindlichkeiten und Verpflichtungen in Zusammenhang mit dem Transfer von Autonomierechten von der israelischen Militärregierung und seiner zivilen Verwaltung an den Palästinensischen Rat, im Sinne von Finanzforderungen und der Beilegung von Unstimmigkeiten.

### Kapitel 4: Kooperation
Siehe die Artikel XXII–XXVIII: Die Beziehungen zwischen Israel und dem Rat:
Die Parteien „...sollen sich dementsprechend der Aufwieglung enthalten, einschließlich 	feindseliger Propaganda gegeneinander …, damit ihre jeweiligen Bildungssysteme zum Frieden zwischen den israelischen und palästinensischen Völkern und Frieden in der gesamten Region beitragen, und sie werden von der Einführung jeglicher Motive absehen, die den Prozess der Versöhnung nachteilig beeinflussen könnten … (sie werden) in der Bekämpfung von kriminellen Aktivitäten zusammenarbeiten, die beide Seiten betreffen könnten, einschließlich von Verstößen, die in Beziehung zum illegalen Handel von Drogen und Psychopharmaka, dem Schmuggel und Eigentumsverstößen stehen …“
Außerdem enthält das Kapitel Regelungen für die wirtschaftlichen Beziehungen, wie sie in einem Protokoll vom 29. April 1994 festgelegt wurden, das in Paris unterzeichnet wurde. Das Kapitel spricht des Weiteren von Kooperationsprogrammen, die in der Zukunft entwickelt werden sollten, von der Rolle und dem Funktionieren des Joint Israeli-Palestinian Liaison Committee, das als Teil der Declaration of Principles eingerichtet wurde, sowie von der Einrichtung eines Monitoring and Steering Committee. Ein weiterer Teil des Kapitels ist der Kooperation mit Jordanien und Ägypten und der Lokalisierung und Rückkehr von vermissten Bürgern und Soldaten gewidmet.

### Kapitel 5: verschiedene Vorschriften
Siehe die Artikel XXIX–XXXI: Es legt Arrangements für die sichere Passage von Personen- und Warentransport zwischen dem Westjordanland und dem Gazastreifen fest. Es regelt weiterhin die Koordination zwischen Israel und dem Rat in Bezug auf den Übergang von und nach Jordanien, Ägypten und jeden anderen internationalen Grenzübertritt.
Der letzte Teil schließlich behandelt Unterzeichnung und Durchführung des Abkommens und legt fest, dass das Gaza-Jericho-Abkommen (Juli 1994), das Preparatory Transfer Agreement (August 1994) und das Further Transfer Protocol (August 1995) von dem Interimsabkommen abgelöst werden. Außerdem ist von der Notwendigkeit und vom Zeitplan der Verhandlungen über einen endgültigen Status die Rede und dass:
„Die PLO verpflichtet sich dazu, dass innerhalb von zwei Monaten nach der Eröffnungssitzung des Rates der Palästinensische Nationale Rat zusammenfinden wird und formell die notwendigen Änderungen an der Palestinian Covenant bestätigen wird, der Verpflichtung folgend, welche in den Briefen, die von dem Vorsitzenden der PLO unterzeichnet und an den Ministerpräsidenten von Israel am 9. September 1993 und dem 4. Mai 1994 adressiert wurde“.
Außerdem enthält das Kapitel eine Erörterung zur Entlassung palästinensischer Gefangener, ein Abkommen zu den beigefügten Vertragsanhängen und Karten sowie den Beginn des israelischen Rückzugs.

## Weitere arabisch-israelische Verträge und Friedensinitiativen
- Israelische Friedensdiplomatie
- Pariser Friedenskonferenz 1919
- Waffenstillstandsabkommen von 1949
- Camp David I
- Israelisch-ägyptischer Friedensvertrag
- Madrider Konferenz
- Oslo-Abkommen
- Israelisch-jordanischer Friedensvertrag
- Camp David II
- Der Berg der israelisch-palästinensischen Freundschaft